# Тодор Влайков (награда)
Националната литературна награда „Тодор Влайков“ е учредена с решение на Общинския съвет в Пирдоп през 2007 г.
Наградата се връчва на две години (според статута) по време на Влайковите дни в Пирдоп, провеждани около 24 май. Състои се от статуетка, която изобразява фигурата на Тодор Влайков в цял ръст (автор на пластиката е Иван Любенов), както и парична награда от 1000 лв. Организаторите са от община Пирдоп и Народно читалище читалище „Напредък“.

## Наградени автори и творби
- 2007 – Кънчо Кожухаров за разказа „Реликвата“ (Михаил Неделчев е председател на журито)[2][3]
- 2008 – Михаил Неделчев за цялостен принос в изследването на творчеството и на обществената и политическата дейност на Тодор Влайков, за продължаването на традициите на радикалдемократизма в България, както и за възстановяването на сп. „Демократически преглед“. (Жури с председател Румяна Пенчева, литературен историк, и членове Диана Петрова, д-р Иван Иванов, Христо Ковачев и Радко Влайков.)[4][5][6]
- 2010 – Георги Данаилов[7] – за цялостно творчество
- 2012 – Александър Христов за повестта „Африка“, Оля Стоянова за разказа „Два хляба и кутия цигари“, Иван Димитров за новелата „Обещание за лято“ и Димитринка Ненова за творбата „Когато говори сърцето“ (Михаил Неделчев – председател на журито.)[8]
- 2015 – Иван Гранитски[9] – за цялостен принос
- 2017 – Симеон Янев[10] – за цялостен принос
- 2019 – Неда Антонова[11] – за цялостно творчество
- 2022 – Боян Ангелов[12]
- 2024 – Маргарет Димитрова[13]

## Особеност
Липсват срокове (система) за подаване на предложения и материали.

Липсват критерии за номинации (принцип на конкурсно начало – отделни творби, цялостно творчество или друг принос?)